# Jesse Hughes
Jesse Everett Hughes (Greenville (South Carolina), 24 september 1972) is een Amerikaans muzikant. Hughes is bekend als frontman en medeoprichter van de rockband Eagles of Death Metal. Zijn snor is ondertussen zijn handelsmerk geworden.

## Levensloop
Voor hij zanger werd, was Hughes politiek journalist. Hij huwde ook in die periode, maar het huwelijk duurde niet lang. Na de scheiding werd hij depressief en begon op advies van Josh Homme, met wie Hughes al jaren bevriend was, nummers te schrijven. 
Jesse Hughes is een muzikant uit de Palm Desert Scene.
Op 13 november 2015 speelde Hughes met zijn band een concert in de Parijse concertzaal Bataclan, waarna terroristen van Islamitische staat de zaal binnenvielen en in het wilde weg begonnen te schieten. Alhoewel meer dan 80 concertgangers het leven lieten, wist Hughes samen met de rest van de band via een achterdeur te ontsnappen. Een lid van de entourage van de band was minder fortuinlijk en werd in de zaal doodgeschoten.
Nadat Hughes in mei 2016 in een interview met Taki's Magazine zijn eerdere insinuaties op Fox Business Network over betrokkenheid van de bewakers van Bataclan bij de aanslag – waarvoor hij later excuses had aangeboden – had herhaald, besloten twee Franse festivals de Eagles of Death Metal te weren.

## Discografie

### MetEagles of Death Metal
| Jaar | Titel                    | Functie      |
| ---- | ------------------------ | ------------ |
| 2003 | Live at Slims            | Zang, gitaar |
| 2004 | Peace, Love, Death Metal | Zang, gitaar |
| 2006 | Death By Sexy...         | Zang, gitaar |
| 2009 | Heart On                 | Zang, gitaar |

### Soloalbums
| Jaar | Titel       | Functie                                     |
| ---- | ----------- | ------------------------------------------- |
| 2011 | Honkey Kong | Basgitaar, gitaar, keyboard, zang, producer |

### Gastoptredens
| Jaar | Titel                            | Functie                            |
| ---- | -------------------------------- | ---------------------------------- |
| 1998 | Volumes 3 & 4                    | Zang, gitaar                       |
| 2002 | Cruel & Delicious                | Zang, gitaar                       |
| 2005 | "Lullabies to Paralyze"          | Fluit op 'Someone's In The Wolf'   |
| 2005 | Cowboy Coffee & Burned Knives... | Achtergrondzang op "Music Is Love" |